# Utałaj
Utałaj (ros. Уталай) – wieś (dieriewnia) w Rosji, w obwodzie irkuckim, w rejonie tułuńskim. W 2010 liczyła 215 mieszkańców.